# Airbus Group
Airbus Group o Airbus SE (originalmente;  European Aeronautic Defence and Space o por sus siglas, EADS) es una corporación industrial europea registrada en los Países Bajos, que es la más importante de la Unión Europea dentro de la industria aeroespacial y una de las cinco primeras a nivel mundial, disputando el primer puesto con Boeing y otros fabricantes estadounidenses. Cotiza en las bolsas de valores de París, Madrid y Fráncfort, incluido también en los índices CAC 40, DAX y EURO STOXX 50.
El objetivo de Airbus SE es poseer, coordinar y gestionar participaciones y otros intereses en entidades legales, asociaciones y empresas que desarrollen su negocio en la industria aeronáutica, de defensa, espacial o de comunicaciones, así como en actividades complementarias de las anteriores.
Airbus Group se formó con el nombre de European Aeronautic Defence and Space NV (EADS)  en el proceso de fusión que unificó el 10 de julio de 2000 unificando las compañías:
- Aérospatiale-Matra de Francia
- Dornier GmbH y DaimlerChrysler Aerospace AG (DASA) de Alemania
- Construcciones Aeronáuticas SA (CASA) de España

En 2015, EADS empleaba a más de 136.000 personas en más de 70 centros productivos alrededor del mundo. La sede social oficial de la compañía está situada en Leiden (Países Bajos), pero la sede operativa se encontraba dividida entre París (Francia) y Ottobrunn, al sur de Múnich (Alemania).

## Historia

### Fase inicial
European Aeronautic Defence and Space (EADS) fue creada el 29 de diciembre de 1998 como una filial 100% de Aérospatiale en Países Bajos, en principio sin actividad. DaimlerChrysler Aerospace AG obtiene una participación menor en EADS el 28 de diciembre de 1999, dentro del plan de consolidación de la industria aeroespacial Europea. En 1999 Aérospatiale se fusiona con Matra para crear Aérospatiale-Matra a la que traspasa la participación en EADS.
El proceso de fusión se articuló de esta forma:
- Aerospatiale Matra aportó a EADS de la totalidad de sus participaciones en sus filiales a cambio de acciones de EADS; seguida de su liquidación social de Aerospatiale Matra y reembolso a los accionistas de las reservas y de todas las acciones de EADS recibidas. ASM aportó:
  - el 100% de las acciones de la sociedad Airbus Integrated Company (propietaria del 100% de Aerospatiale Matra Airbus, a su vez propietaria de un 37,9% de los derechos de GIE Airbus Industrie),
  - el 70% de las acciones de la sociedad Eurocopter Holding, propietaria del 100% de Eurocopter,
  - el 100% de las acciones de la sociedad Amantea Holding B.V., propietaria del 50% de Matra Marconi Space N.V. y del 11% de Matra Marconi Space France (renombrada Astrium S.A.S.),
  - el 100% de las acciones de la sociedad Matra Hautes Technologies (renombrada como EADS France)
- DaimlerChrysler Aerospace aportó a EADS ciertos activos y pasivos a cambio de acciones. DASA aportó:
  - el 100% de las acciones de la sociedad DaimlerChrysler Aerospace Airbus Beteiligungs GmbH (propietaria del 99,99% del capital social de DaimlerChrysler Aerospace Airbus GmbH, a su vez propietaria del 37,9% de los derechos de la GIE Airbus Industrie),
  - el 68% de las acciones de la sociedad Dasa Dornier Raumfahrt Holding GmbH (el 32% restante era propiedad de Dornier GmbH), propietaria del 50% del capital de Astrium N.V. y del 11% del capital de Astrium GmbH (Astrium N.V. era la propietaria del 89% restante);
  - el 100% del capital de la sociedad EADS Deutschland GmbH, a quien se han aportado todos los demás elementos del activo y del pasivo de DASA 
    - DASA retuvo todos los pasivos relativos a los aviones Dornier, todas las reclamaciones y pasivos relativos al grupo Fokker, la participación en las sociedades MTU Motoren-und Turbinen Union München GmbH (99,99%), Temic Telefunken Microelectronic GmbH (49%) y Debis AirFrance B.V. (10%)
    - EADS Deutschland GmbH era el titular del 75% de las acciones de DADC Luft-und Raumfahrt Beteiligungs AG (DADC), compañía que tenía el 58,42% del capital de Dornier.
    - EADS Deustchland GmbH vendió a EADS sus acciones de Eurocopter Holding.

  - el 0,71% del capital social de CASA
- La SEPI  aportará a EADS todas las acciones de las que era titular en CASA a cambio de acciones de EADS.

El 8 de julio de 2000 amplió su capital para comprar los activos de Aérospatiale-Matra, DASA y la totalidad de Construcciones Aeronáuticas a la SEPI, seguido de un plan de venta de acciones al público general (IPO). Tras el proceso:
- 30,29% de las acciones de EADS quedaron en poder de DaimlerChrysler Aerospace AG, una filial al 100% de DaimlerChrysler Luft und Raumfahrt Holding AG (DCLRH), a su vez filial al 93,83% de DaimlerChrysler.
- 30,29% de las acciones eran de SOGEADE (participado al 50% por SOGEPA (Estado francés) y Desirade SAS (una sociedad de Lagardere, BNP Paribas y AXA.
- 5,53% de las acciones pertenecían a la SEPI

El grupo quedó estructurado en seis divisiones:
- Airbus: formada por EADS Airbus, EADS Airbus SA, EADS Airbus GmbH, EADS CASA (división Airbus) y GIE Airbus Industrie (80%)
- Aviones de Transporte Militar: formada por EADS CASA (división de transporte) y Airbus Military (56,6%)
- Aeronáutica: Formada por EADS ATR, GIE ATR, EADS CASA (división aviación militar), EADS Deutschland (división Military Aircraft), EFW, Eurocopter, EADS Socata, EADS Sogerma y Eurofighter.
- Espacio: Astrium (66,1%), EADS CASA Espacio, EADS Launch Vehicles y Arianespace (22,9%)
- Sistemas de Defensa y Civiles: Aerospatiale Matra Missiles, Dornier (43,8%), EDSN (55%), LFK (74,3%), MDB (50%), Matra Nortel Communications (45%), Nortel Networks Germany (19,5%)
- Dassault Aviation (45,8%).[cita requerida]

### EADS (2000-2015)
En 2001 se crearon las empresas conjuntas Airbus SAS y MBDA.
El 18 de diciembre de 2001, EADS, BAe y Finmeccanica crearon la empresa conjunta MBDA (EADS 37,5 % y BAe 37,5 % y Finmeccanica 25,0 %). EADS aportó Aerospatiale Matra Missiles y Matra BAE Dynamics (MBD) a la sociedad conjunta.
EADS también era el segundo fabricante de armamento de Europa (después de BAE Systems). La compañía desarrolla y comercializa aeronaves civiles y militares, así como misiles, cohetes espaciales y sistemas relacionados.
En noviembre de 2003, EADS anunció que estaba considerando trabajar con compañías japonesas y el Ministerio Japonés de Comercio e Industria Internacional, para desarrollar un avión supersónico que sería más grande, más rápido, más silencioso para el reemplazo del Concorde que fue retirado en octubre de ese mismo año.
EADS fue contribuyente importante en la Estación Espacial Internacional al construir el módulo Columbus, cuyo ensamblaje tuvo lugar en el mes de febrero de 2008.[cita requerida]

### Airbus Group
Tras ser renombrada como Airbus Group, la sede operativa fue trasladada de París y Múnich a Toulouse (Francia) el 1 de enero de 2014, manteniendo la sede legal en Leiden. El 1 de julio de 2017, su filial francesa Airbus Group SAS se fusionó con su otra filial Airbus SAS, pero la empresa matriz en Países Bajos permaneció inalterada.

## Secciones de Airbus Group
| 18 de diciembre de 1970                 | 1 de enero de 1992                      | 10 de julio de 2000                              | 18 de septiembre de 2000                         | enero de 2001                                    | 1 de diciembre de 2006                           | 1 de abril de 2009                               | 17 de septiembre de 2010                         | 17 de enero de 2014             | 27 de mayo de 2015              | 1 de enero de 2017              | 12 de abril de 2017             | 12 de abril de 2017 |
|                                         |                                         | European Aeronautic Defence and Space Company NV | European Aeronautic Defence and Space Company NV | European Aeronautic Defence and Space Company NV | European Aeronautic Defence and Space Company NV | European Aeronautic Defence and Space Company NV | European Aeronautic Defence and Space Company NV | Airbus Group NV                 | Airbus Group SE                 | Airbus Group SE                 | Airbus SE                       |                     |
| Airbus Industrie GIE                    | Airbus Industrie GIE                    | Airbus Industrie GIE                             | Airbus Industrie GIE                             | Airbus SAS                                       | Airbus SAS                                       | Airbus SAS                                       | Airbus SAS                                       | Airbus SAS                      | Airbus SAS                      | Airbus SAS                      | Airbus SAS                      |                     |
| Airbus Industrie GIE                    | Airbus Industrie GIE                    | Airbus Industrie GIE                             | Airbus Industrie GIE                             |                                                  |                                                  | Airbus Military SAS                              | Airbus Military SAS                              | Airbus Defence and Space SAS    | Airbus Defence and Space SAS    | Airbus Defence and Space SAS    | Airbus Defence and Space SAS    |                     |
|                                         |                                         | EADS Defence and Security                        | EADS Defence and Security                        | EADS Defence and Security                        | EADS Defence and Security                        | EADS Defence and Security                        | Cassidian SAS                                    | Airbus Defence and Space SAS    | Airbus Defence and Space SAS    | Airbus Defence and Space SAS    | Airbus Defence and Space SAS    |                     |
|                                         |                                         | Astrium SAS                                      | Astrium SAS                                      | Astrium SAS                                      | EADS Astrium SAS                                 | EADS Astrium SAS                                 | EADS Astrium SAS                                 | Airbus Defence and Space SAS    | Airbus Defence and Space SAS    | Airbus Defence and Space SAS    | Airbus Defence and Space SAS    |                     |
| Construcciones Aeronáuticas S.A. (CASA) | Construcciones Aeronáuticas S.A. (CASA) | EADS CASA S.A.U.                                 | EADS CASA S.A.U.                                 | EADS CASA S.A.U.                                 | EADS CASA S.A.U.                                 | EADS CASA S.A.U.                                 | EADS CASA S.A.U.                                 | Airbus Defence and Space S.A.U. | Airbus Defence and Space S.A.U. | Airbus Defence and Space S.A.U. | Airbus Defence and Space S.A.U. |                     |
| Construcciones Aeronáuticas S.A. (CASA) | Construcciones Aeronáuticas S.A. (CASA) | EADS Casa Espacio SL                             |                                                  |                                                  |                                                  |                                                  |                                                  | Airbus Defence and Space S.A.U. | Airbus Defence and Space S.A.U. | Airbus Defence and Space S.A.U. | Airbus Defence and Space S.A.U. |                     |
|                                         | Eurocopter SA                           | Eurocopter SA                                    | Eurocopter SAS                                   | Eurocopter SAS                                   | Eurocopter SAS                                   | Eurocopter SAS                                   | Eurocopter SAS                                   | Airbus Helicopters SAS          | Airbus Helicopters SAS          | Airbus Helicopters SAS          | Airbus Helicopters SAS          |                     |
|                                         |                                         |                                                  |                                                  |                                                  |                                                  |                                                  |                                                  |                                 |                                 |                                 |                                 |                     |

Airbus SE está organizada en tres divisiones y cuatro filiales principales, con un entramado de subsidiarias a través de las cuales desarrolla su negocio.
Las divisiones de Airbus SE son:
- Airbus (Aviones Comerciales)
- Airbus Defence and Space
- Airbus Helicopters

Las prinicipales filiales son:
- Airbus Defence and Space GmbH
- Airbus Defence and Space Limited
- Airbus Defence and Space SA
- Airbus SAS.[cita requerida]

### Airbus
La multinacional europea Airbus SAS es el principal fabricante de aviones comerciales del mundo. Pertenece en un 95,78% a Airbus SE. Recientemente ha comprado el 20% perteneciente a BAE Systems. La sede de Airbus se encuentra en Blagnac, Francia. El 4,22% restante es propiedad indirecta de Airbus SE a través de su filial Airbus Defence and Space. Tiene plantas de ensamblaje final de aviones en Blagnac-Colomiers, Hamburgo, Tianjin y Mobile.
Entre sus filiales destacan Airbus Operations SAS, Premium Aerotec GmbH, Airbus Operations GmbH, Airbus Aerostructures GmbH, Airbus Operations, S.L, Airbus Operations Limited, Airbus Atlantic, ATR GIE(50%), Airbus Canada Limited Partnership (75%) y Airbus Helicopters SAS.[cita requerida]

#### ATR
Airbus SAS posee el 50% de la joint venture fabricante de turbohélices ATR GIE, conjuntamente con Leonardo (antigua Finmeccanica).

### Airbus Defence and Space
Airbus Defence and Space está formado por la sociedad española Airbus Defence and Space SA, la alemana Airbus Defence and Space GmbH y sus filiales, entre otras las francesas Airbus DS Holding SAS, Airbus Defence and Space Holding France SAS, Airbus Defence and Space SAS, la española Computadoras, Redes e Ingeniería, S.A. y sus participaciones en Airbus Military,  Eurofighter Jagdflugzeug GmbH (46%), Ariane Group (50%) y MBDA (37,5%).
Airbus  produce aeronaves de transporte militar, desarrolló el Airbus A400M, que compite con el estadounidense C-130 Hercules de Lockheed Martin. Actualmente construye el A310MRTT, A330 MRTT, A400M y los diferentes modelos de CASA.
La parte española de esta división produce los aviones CASA CN-235, vendido a numerosas fuerzas aéreas de todo el mundo y preseleccionado por EE. UU. como avión de patrulla marítima (proyecto Deep Water) y el CASA C-295, avión de características similares al CN-235 pero de mayor tamaño, potencia y alcance.
Otro avión producido por esta división es el CASA C212 (Aviocar), de gran éxito comercia pero sin producción en la actualidad.
Astrium era el nombre de la división espacial de Airbus Group, integrada ahora con Airbus Defence. Tiene su base en Toulouse, Francia. El número de empleados en 2008 es de aproximadamente 12.000, repartidos en cinco países: Alemania, España, Francia, Países Bajos y Reino Unido.
Estaba dividida en tres secciones:
- Astrium Satellites dedicada a la fabricación de satélites.
- Astrium Services, formada a partir de Paradign Secure Communications (operador de satélites de defensa para el Ministerio de Defensa del Reino Unido) y dedicada al servicio de comunicaciones protegidas y de navegación vía satélite. Es socio principal del consorcio que gestionará el sistema de navegación por satélite Galileo.
- Astrium Space Transportation, contratista principal de la fabricación de los lanzadores Ariane, del vehículo espacial ATV y de sistemas orbitales como el Módulo Columbus.

La división de Defensa y Seguridad consistía en cinco subdivisiones.
- EADS Aviones Militares, incluyendo productos como Mako/HEAT, y se basa en las siguientes compañías:
  - Dassault Aviation (45.76%), fabricante de cazas y otras aeronaves militares.
  - Eurofighter GmbH (46%), fabricante del Eurofighter Typhoon.

- EADS Servicios

- Misiles
  - MBDA (37.5%)
  - LFK

- Defence Electronics, la casa de los sensores y aviónica de EADS
- Defence and Communications Systems, hogar de los sistemas electrónicos y de software.[cita requerida]

#### EFW
- Dresden Elbe Flugzeugwerke (EADS EFw) , participada al 45% por Airbus Defence and Space GmbH, convierte aviones de pasajeros en cargueros.[cita requerida]

### Airbus Helicopters
Airbus Helicopters SAS (antigua Eurocopter) es un fabricante francés de helicópteros ligeros y medianos, civiles y militares, filial 100% de Airbus SAS. Su sede central está en Marignane, Francia, y cuenta con factorías en Alemania, España (Albacete y Getafe), Brasil (Helibrás) y EE. UU. Sus principales filiales son Airbus Helicopters Deutschland GmbH, Airbus Helicopters España, S.A. y Airbus Helicopters UK Limited.[cita requerida]

## Aspectos polémicos
Como cualquier otro gran grupo industrial perteneciente a la industria armamentística, EADS está sujeto a numerosas críticas. Se le acusa de por ejemplo:
- Proveer armamento a países no miembros de la OTAN sin considerar las consecuencias políticas y económicas.[cita requerida]
- Utilizar sobornos para aumentar las ventas en Sudáfrica.[cita requerida]
- Utilizar amenazas de guerras comerciales cuando pierden subastas públicas (República de Corea)[cita requerida]

A estas críticas se le añade la recomendación del Consejo Asesor por motivos Éticos del Fondo del Petróleo noruego, en 2005, de excluir esta empresa de las inversiones del Fondo del Petróleo argumentado que EADS elabora "componentes clave para la elaboración de bombas de racimo". Como resultado de dicha recomendación, desde el 2 de febrero de 2005, EADS y su filial EADS Finance BV están excluidas de la cartera de inversiones del Fondo de Pensiones del Gobierno Noruego.

## Gobierno Corporativo
Airbus SE es una Europese naamloze vennooschap (Societas Europaea en neerlandés) con su sede  en Ámsterdam (Países Bajos), domicilio en Leiden y registrada en el Registro Mercantil Neerlandés (Handerlsregister) con el número 24288945. El identificador legal de la compañía es
MIN079WLOO247M1IL051. 
La compañía se gobierna de acuerdo a las leyes de los Países Bajos, especialmente el Libro 2 del Código Civil de Países Bajos y el Código de Gobierno Corporativo de Países Bajos, así como sus propios.<ref>Artículos de Asociación<ref>

### Accionistas
Los principales accionistas son de nacionalidad francesa (27,4%), alemana (22,4%) y española (5,5%).
| Accionista                 | Participación | Sociedad                                                | Participación | Control |
| -------------------------- | ------------- | ------------------------------------------------------- | ------------- | ------- |
| minoritarios               | 74,05%        | -                                                       | -             | -       |
| Gobierno de Francia        | 10,89%        | Sogepa                                                  | 10,89%        | 100%    |
| Banca Pública Alemana      | 10,87%        | GZBV                                                    | -             | 15,69%  |
| Gobierno de Alemania - KfW | 10,87%        | GZBV                                                    | -             | 84,31%  |
| Gobierno de España         | 4,10%         | Sociedad Estatal de Participaciones Industriales (SEPI) | 4,10%         | 100%    |

Las columnas de control indican control sobre la sociedad a su izquierda (por parte de las sociedades anteriores), mientras que las de participación incluyen las acciones de Airbus SE poseídas por esta sociedad
Los accionistas Sogepa, GZBV y SEPI tienen un pacto de accionistas entre ellos.
Entre los accionistas minoritatios destacados están:
- BlackRock (3,60%)
- Capital Research and Management Company (9,90%)
- EuroPacific Growth Fund (2,96%)
- Goldman Sachs (2,29%)
- TCI Fund Management (3,02%)[cita requerida]

### Consejo de Administración
El Consejo de Administración está formado por 12 miembros elegidos en representación de los accionistas.
| Cargo                                                                | Consejero             | Otros |
| -------------------------------------------------------------------- | --------------------- | --- |
| Presidente del consejo                                               | René Obermann         | Gerente de Warburg Pincus Deutschland GmbH y miembro del consejo de IONOS Group SE |
| Consejero Delegado (CEO)                                             | Guillaume Faury       | Miembro del consejo de AXA. Presidente del Groupement des Industries Françaises de l’Aéronautique et du Spatial y de la Aerospace, Security and Defence Industries Association of Europe. |
| Vocal                                                                | Victor Chu            | Miembro del consejo de Nomura Holdings, Grand Harbour Marina y gerente de First Eastern Investment Group                                                                                  |
| Vocal, presidente del comité de sostenibilidad, ética y cumplimiento | Jean-Pierre Clamadieu | Presidente del consejo de ENGIE y de la Ópera Nacional de París |
| Vocal                                                                | Ralph D. Crosby, Jr.  | Miembro del consejo de Excelitas Holdings |
| Vocal                                                                | Mark Dunkerley        | Miembro del consejo de Spirit Airlines, Volotea Airlines y del Smithsonian Air & Space Museum                                                                                             |
| Vocal                                                                | Stephan Gemkow        | Miembro del consejo de Amadeus IT Group, Flughafen Zürich AG, Airbus Defence and Space GmbH y C.D. Waelzholz GmbH & Co. KG                                                                |
| Vocal, presidenta del comité de auditoría                            | Catherine Guillouard  | Miembro del consejo de KPN, Lottomatica, Air Liquide y presidenta del consejo de Ingenico                                                                                                 |
| Vocal, presidente del comité de remuneración y gobernanza            | Amparo Moraleda       | Miembro del consejo de A.P. Moller - Maersk A/S, CaixaBank, Vodafone PLC, SAP SE, Spencer Stuart Spain, Airbus Foundation y Vodafone Foundation                                           |
| Vocal                                                                | Claudia Nemat         | Miembro del consejo de gestión de Deutsche Telekom AG y del consejo de Airbus Defence and Space GmbH, Universidad de Colonia, T-Systems International GmbH y Deutsche Telekom IT GmbH     |
| Vocal                                                                | Irene Rummelhoff      | Vicepresidenta y miembro del consejo ejecutivo de Equinor ASA |
| Vocal                                                                | Antony Wood           | Miembro del consejo de National Grid PLC[cita requerida] |

### Comité ejecutivo
El comité ejecutivo está formado por 12 miembros que gestionan las operaciones de la empresa. Entre 2017 y 2023 el comité ejecutivo de Airbus SAS y Airbus SE estaba formado por las mismas personas, pero a partir de 2023 Airbus SAS recuperó un comité ejecutivo diferenciado.
| Cargo                                                           | Consejero                           |
| --------------------------------------------------------------- | ----------------------------------- |
| Consejero delegado (CEO)                                        | Guillaume Faury                     |
| Jefe financiero (CFO)                                           | Thomas Töpfer (desde el 01/09/2023) |
| Jefe de recursos humanos (CHRO)                                 | Thierry Baril                       |
| Consejero delegado de Airbus Helicopters SAS (CEO)              | Bruno Even                          |
| Consejero ejecutivo (COO)                                       | Alberto Gutiérrez                   |
| Consejero legal                                                 | John Harrison                       |
| Vicepresidenta ejecutiva de digital y gestión de la información | Catherine Jestin                    |
| Vicepresidenta ejecutiva de comunicación y asuntos corporativos | Julie Kitcher                       |
| Jefe tecnológico (CTO)                                          | Sabine Klauke                       |
| Vicepresidente ejecutivo de programas y servicios               | Philippe Mhun                       |
| Jefe Comercial                                                  | Christian Scherer                   |
| Consejero delegado de Airbus Defence and Space GmbH (CEO)       | Michael Schöllhorn[cita requerida]  |